# Koakuma Heaven
A Koakuma Heaven Gackt japán énekes kislemeze, mely 2009. június 10-én jelent meg az Dears kiadónál. A kislemez egy négy kislemezből álló projekt első darabja, visszaszámlálásként Gackt tízéves szólókarrierjének évfordulójára.
A My Father's Day című dalt Gackt a Fúrin kazan című sorozatbeli kollégája és barátja, Ogata Ken emlékének szentelte.
A lemezborítón 15, úgynevezett Koakuma Heaven modell látható, köztük Araki Szajaka (荒木 さやか) és Hajakava Szajo (早川 沙世), akik a népszerű gjaru magazin, a Koakuma Ageha szerepeltek. A rajongói klub tagjai számára elérhető limitált kiadás borítóján Gackt szerepel nőnek sminkelve.

## Számlista
| #  | Cím                                          | Hossz |
| -- | -------------------------------------------- | ----- |
| 1. | Koakuma Heaven (小悪魔ヘヴン)                |       |
| 2. | My Father's Day                              |       |
| 3. | Koakuma Heaven (小悪魔ヘヴン) (Instrumental) |       |
| 4. | My Father's Day (Instrumental)               |       |

## Slágerlista-helyezések
| Slágerlista (2009)              | Legmagasabb helyezés |
| ------------------------------- | -------------------- |
| Oricon heti kislemezlista       | 6                    |
| Billboard Japan Hot 100         | 38                   |
| Billboard Japan Top Independent | 2                    |